# Філіппи
41°00′47″ пн. ш. 24°17′11″ сх. д. / 41.01306° пн. ш. 24.28639° сх. д.
Філіппи (грец. Φίλιπποι) — давньгрецьке місто у Фракії, на узбережжі Егейського моря. Місто лежало на крутій височині поблизу Пангейських пагорбів, за 8 км від сучасного міста Кавала у Македонії.
15 липня 2016 року на 40-й сесії Комітету Світової спадщини ЮНЕСКО, що проходила у Стамбулі, археологічні пам'ятки Філіппи були внесені до списку світової спадщини ЮНЕСКО.

## Історія
Первісно існувала грецька колонія Креніди, що славилась золотоносними рудниками (Пангейські рудники). У IV столітті до н. е. Креніди були завойовані македонським царем Філіппом ІІ, який і заснував тут власне місто, що отримало на честь свого засновника назву Філіппи, назване на його честь у 358 до н. е. У римську епоху 42 до н. е. поблизу міста відбулося дві битви між монархістами (Октавіан — майбутній Август) і республіканцями, вбивцями Юлія Цезаря (Марк Юний Брут). Імператор Август підніс місто до римської колонії та надав йому статус італійського права. Місто отримало ім'я лат. Colonia Julia Augusta Phillipensis і стало місцем поселення римських колоністів — солдатів, що відслужили свій строк у римській армії. Таким чином місто отримало подвійний характер: на грецькому тлі жили люди з римською культурою і латинською мовою та стилем життя.
Згідно з Новим заповітом Філіппи є першим європейським містом, де стараннями апостола Павла була утворена християнська громада (Діян.16: 12) та заснована 53 року широко відома за межами міста Церква Філіппська. Апостол Павло прибув сюди у супроводі Тимофія, Сила та Луки, і знайшов притулок у заможної городянки Лідії. Подорож, що так добре почалась, стала проблемою для Павла і його супутника коли одна віщунка стала ходити за ними і кричати: «Ці люди — слуги Всевишнього Бога, які звіщають вам путь спасіння!» (Дії 16:16–17). Павло вигнав із служниці нечистого духа і тим самим позбавив господарів доходу, за що останні побили апостола та кинули його разом із Сілом до в'язниці. Втім вночі раптово розпочався землетрус і в'язні були майже звільнені. Однак вони не втекли, чого боявся їх сторож, який вже було хотів вбити себе. Їх відпускають без суду, на що Павло гнівався, заявивши, що вони є римськими громадянами і вимагають вибачення за вчинену їм несправедливість. До християнської громади міста звернено одне з послань апостола Павла. Пізніше апостол не раз повертався у Філіппи.
Філіппи були зруйновані у Середні віки, до того часу не раз переживаючи облоги слов'янських народів та болгар, аж доки мешканці не залишили місто перед наступом турків близько 1400 року. Відкриті зусиллями французьких археологів Французької школи в Афінах 1924 року. Ними були знайдені міські мури з IV століття до н. е., форум римської доби, терми 3 століття нашої ери, а також три ранньохристиянські базиліки, датовані IV–VI століттям нашої ери. Одна з базилік знаходиться на південній стороні міста біля центральної вулиці Віа Еґнатіа (Via Egnatia) і нібито там раніше була тюрма, в якій сидів апостол Павло.

На відстані близько одного кілометра до залишків міста розташоване село з іменем Лідія, де на початку села протікає річка Ціґакті. Каплиця та баптистерій, що розташовані там нагадують про хрещення апостолом Павлом продавчині пурпуру Лідії.

## Галерея

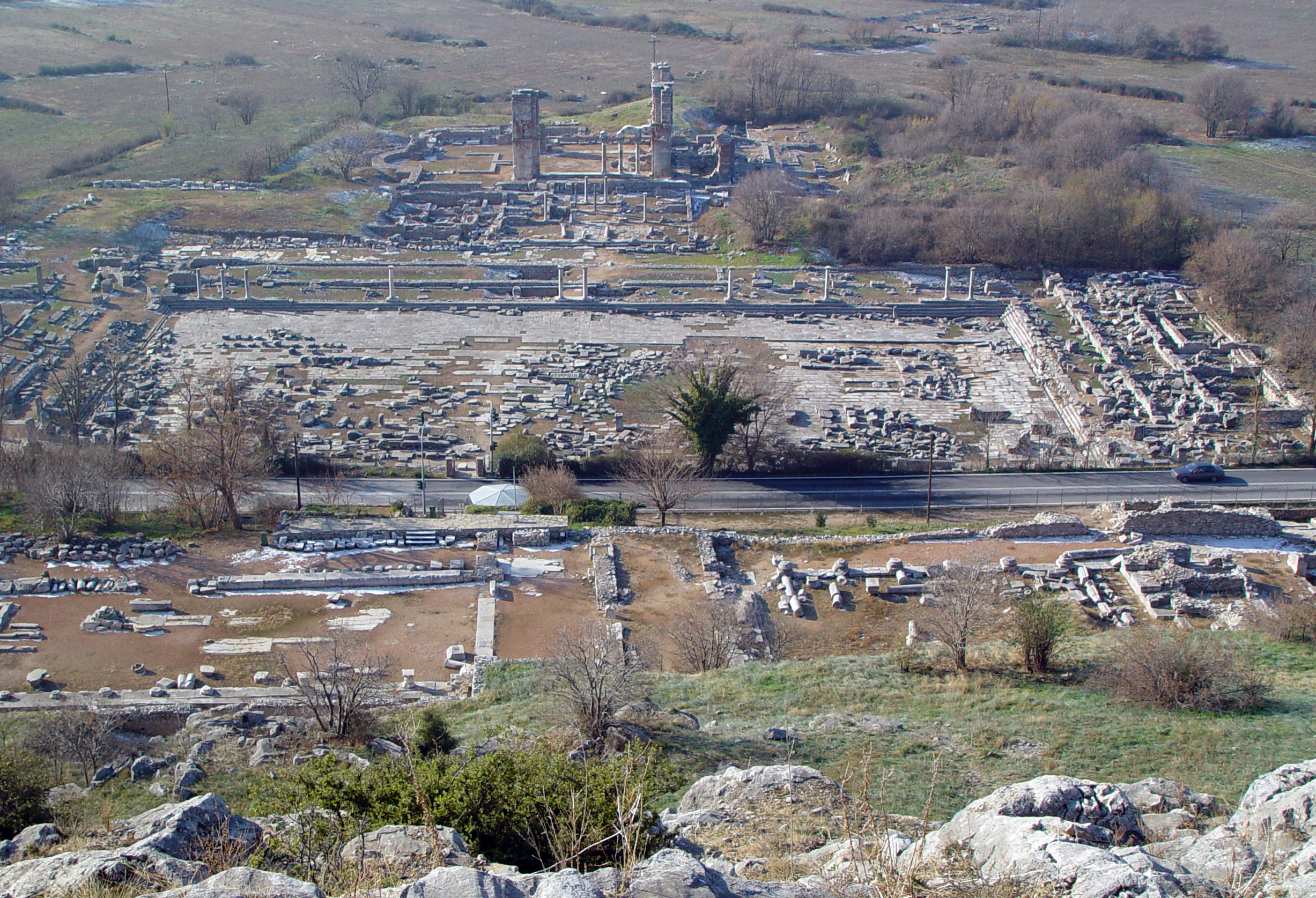
Руїни давнього міста
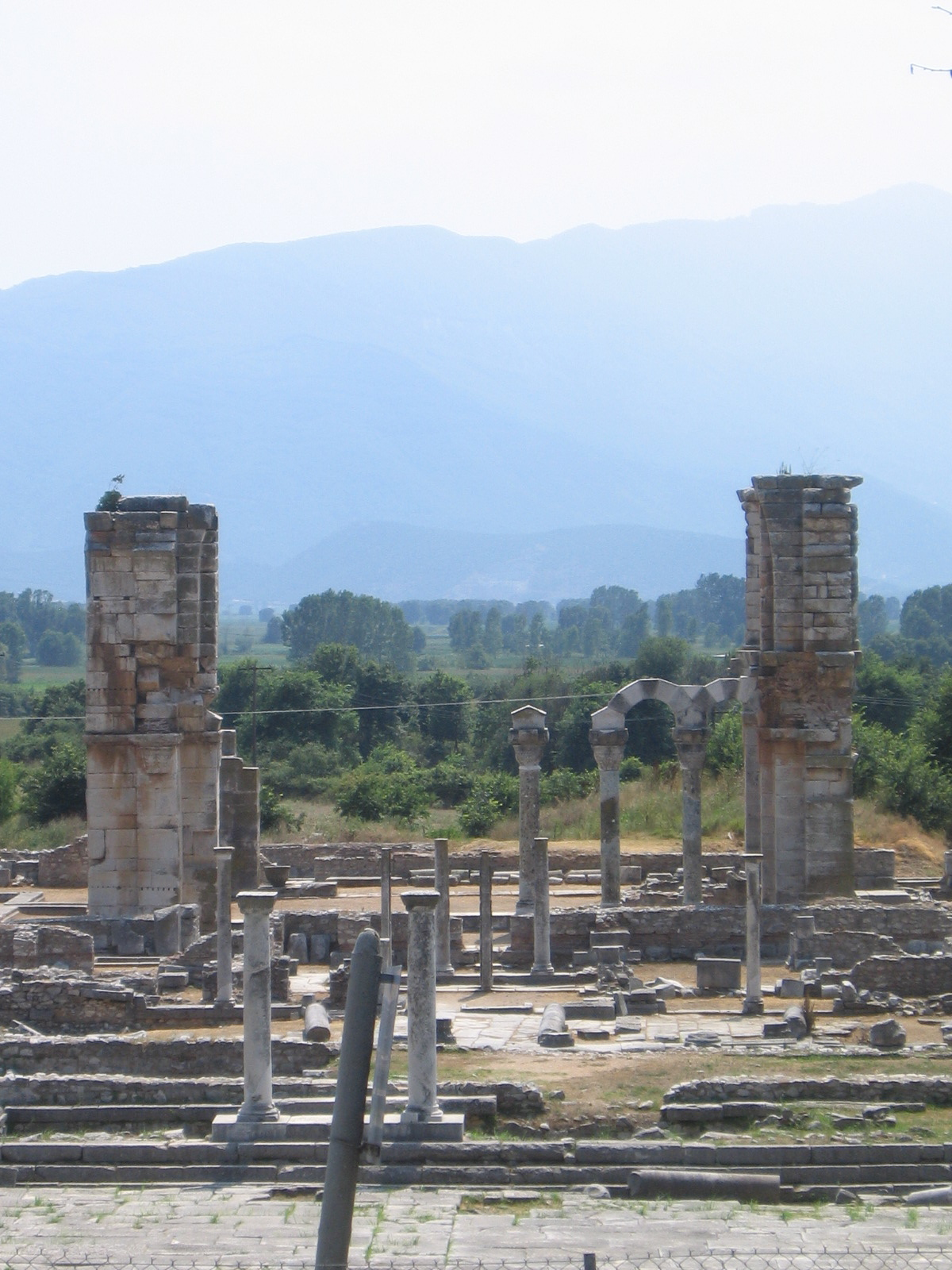
Ранньохристиянский храм
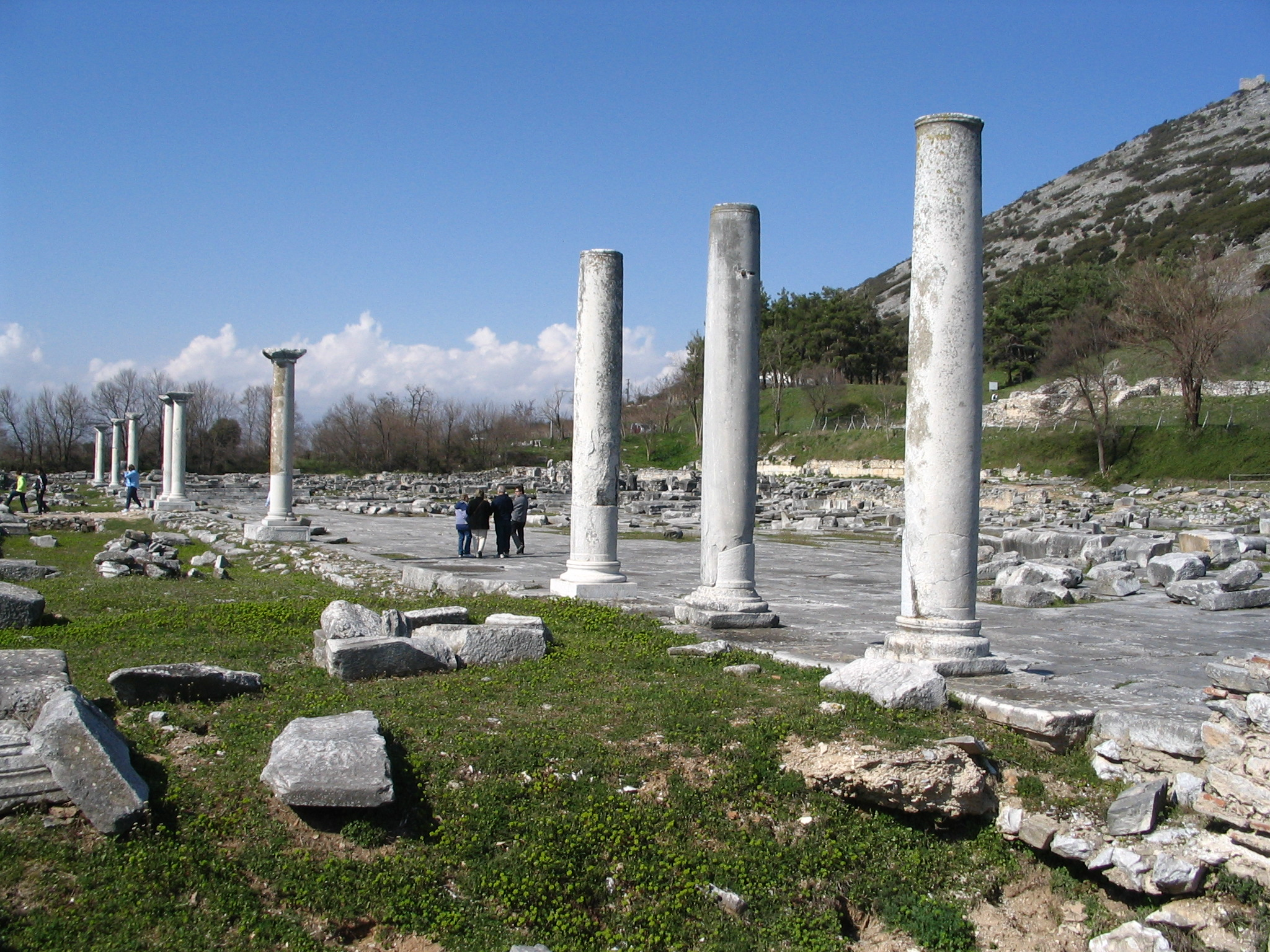
Агора та акрополь